# Juan of the Dead
Juan of the Dead (OT: Juan de los Muertos) ist eine spanisch-kubanische Horrorkomödie aus dem Jahr 2011. Regie führte der kubanische Regisseur Alejandro Brugués.
Sie handelt davon, dass auf Kuba eine Seuche ausbricht, die die Menschen in Fleisch fressende Zombies verwandelt. Laut kubanischem Staatsfernsehen handelt es sich dabei um eine von den USA gesteuerte versuchte Konterrevolution durch Dissidenten. Um aus der Katastrophe Profit zu schlagen, bieten sich die Kleinganoven Juan und Lázaro als Zombiekiller an. Doch als die Seuche immer weiter um sich greift, wird auch für die Protagonisten die Situation immer aussichtsloser, so dass sie beginnen, nach Auswegen aus der verfahrenen Situation zu suchen.

## Handlung
Schon gleich zu Beginn des Films werden die beiden Protagonisten Juan und Lázaro, während sie auf einem Floß treibend angeln, von einem im Wasser schwimmenden Zombie angegriffen, den Lázaro kurzerhand mit seiner Harpune tötet.  Dennoch machen sich beide zunächst keine größeren Gedanken über den Vorfall. Nachdem sich die Zombieangriffe aber häufen, erklärt die kubanische Regierung, dass es sich bei den Untoten um von den USA unterstützte Dissidenten handele. 
Als sich die Situation immer weiter verschlechtert, versucht Lázaro über den Seeweg zu entkommen, doch Juan überzeugt ihn zu bleiben, indem er ihm erklärt, dass sich mit der Zombieseuche Geld verdienen lasse. Zusammen mit Lázaros Sohn Vladi California, der Transvestitin La China und deren Schläger El Primo bieten die beiden für Geld anderen Mitbürgern an, ihre zu Zombies gewordenen Verwandten zu töten. Doch schon bei ihrem ersten Auftrag tötet die Gruppe aus Versehen eine Klientin.
Schließlich werden die fünf Zombiekiller von einer Spezialeinheit der Polizei aufgegriffen und mit Handschellen gefesselt auf einen LKW geladen. Die Polizisten erklären, dass es ihr Ziel sei, alle Überlebenden in eine neue Siedlung zu bringen, zu deren Schutz die Gefangenen zunächst eine Mauer errichten sollen. Da sich unter den Gefangene aber bereits ein Infizierter befindet, bricht ein Chaos auf der Ladefläche des Lastwagens aus. Zwar können alle aus der Gruppe sich von den Fesseln befreien und fliehen, doch wird La China, welche durch die Handschellen noch immer an Juan gefesselt ist, während des Kampfes gebissen und verwandelt sich auf der Dachterrasse, welche der Gruppe als Rückzugsort dient, zum Zombie. Erst nach längerem Kampf und nur durch die Hilfe seiner Tochter Camila gelingt es Juan schließlich, sich von den Handschellen zu befreien und La China vom Dach zu werfen.
Da die Situation immer prekärer wird, entschließen sich die Freunde doch, die Insel zu verlassen. Während ihrer Flucht werden sie allerdings auf der Plaza de la Revolución  von einer Horde Zombies eingeschlossen. Jedoch wird die Gruppe kurz darauf von einem Amerikaner, der sich als Preacher Jones vorstellt, durch eine waghalsige Aktion gerettet. Mit diesem begeben sich die Flüchtigen schließlich in das  Hotel Habana Libre, wo Jones aus Versehen von Lázaro mit der Harpune getötet wird.
Die in der Garage des Hotels befindlichen Autos nutzen die Freunde, um ein Amphibienfahrzeug zur Flucht zu konstruieren. Als sie nach einem weiteren Kampf mit einigen Zombies das Fahrzeug zu Wasser lassen, erklärt Juan, dass er lieber auf Kuba bleiben möchte. Während sich das Fahrzeug von der Küste entfernt, stellt sich Juan den herannahenden  Zombiemassen entgegen.
Während des nun beginnenden Abspanns, wird Juans Kampf mit den Zombies in Zeichentrickform dargestellt. Im letzten Bild sieht man schließlich, wie Juans Freunde zurückkehren, um ihn beim Kampf zu unterstützen.

## Entstehungsgeschichte
Der Film wurde größtenteils an Originalschauplätzen in Havanna gedreht. Allerdings entstanden auch einige Aufnahmen vor einem Greenscreen, so dass einige Bilder Havannas erst nachträglich in den Hintergrund eingefügt wurden. Das Drehbuch schrieb Alejandro Brugués, der auch Regie führte.
Der Titel ist eine Anspielung auf den Film Shaun of the Dead (2004), der seinerseits eine Parodie des Horrorklassikers Dawn of the Dead von 1978 ist.

## Rezeption
Aus 19 aggregierten Wertungen erzielt Juan of the Dead auf Rotten Tomatoes einen Score von 79 %.

„Einfallslos inszenierter Zombie-Klamauk mit billigen Pointen und laienhaften Darstellern, der auch durch vage politische Anspielungen keinen Reiz gewinnt.“

„Juan of the Dead ist eine schwarzhumorige Zombie-Komödie aus Kuba, die mit sehr guten Ideen, einem beachtlichen Splatter-Faktor und einem gesellschaftskritischen Unterton punktet.“